# Louis-Charles-Alphonse Angers
Pour les articles homonymes, voir Angers.
Louis-Charles-Alphonse Angers (21 août 1854 – 11 mars 1929) est un avocat, professeur et homme politique fédéral du Québec.

## Biographie
Né à La Malbaie dans le Bas-Canada, M. Angers étudie à l'École normale de Laval.
Élu député du Parti libéral du Canada dans la circonscription fédérale de Charlevoix lors de l'élection partielle de 1896 déclenchée après le décès du député Henry Simard, il fut réélu en 1896 et en 1900. Sa carrière politique prit fin en 1904 alors qu'il est défait par le conservateur Rodolphe Forget.